# Клименчук, Егор Александрович
Его́р Алекса́ндрович Клименчу́к (укр. Єгор Олександрович Клименчук; род. 11 ноября 1997, Запорожье) — украинский футболист, полузащитник

## Игровая карьера
Выпускник ДЮСШ ФК «Металлург» (Запорожье), первый тренер — Андрей Юрьевич Максименко. После завершения обучения пополнил ряды клубной команды «Металлурга» U-19.
7 ноября 2014 года в выездном матче против луганской «Зари» дебютировал в молодёжной команде «металлургов». 30 мая 2015, в последнем туре чемпионата Украины 2014/15 — в основной команде в матче Премьер-лиги против киевского «Динамо», заменив во втором тайме ещё одного дебютанта Романа Попова. Всего же в этом матче в высшем дивизионе дебютировало четверо «металлургов». Компанию Клименчуку и Попову составили также вратарь Тимофей Шеремета и полузащитник Данил Игнатенко. 8 декабря 2015 года сначала было сообщено, что Егор вместе с рядом других игроков покинул «Металлург» в связи с процессом ликвидации клуба, однако затем упоминание о нём было убрано из списка ушедших в новости на сайте команды.
18 января 2016 года стало известно, что Клименчук находится на просмотре в клубе «Минск», с которым в итоге подписал контракт на 2 года.